# Naves (Corrèze)
Naves (Navas auf Okzitanisch) ist eine französische Gemeinde mit 2.318 Einwohnern (Stand 1. Januar 2022), gelegen im Département Corrèze in der Region Nouvelle-Aquitaine. Die Einwohner nennen sich Navarois(es). Die Gemeinde ist Mitglied des Gemeindeverbandes Tulle Agglo.

## Geografie
Die Gemeinde liegt im Zentralmassiv, ungefähr sechs Kilometer nördlich von Tulle, der Präfektur des Départements.
Die Autoroute A89 durchquert das Gemeindegebiet unter anderem mit dem Viadukt von Tulle von Ost nach West.
Das Gemeindegebiet ist wasserreich und einige Bäche und Flüsse durchziehen die Landschaft, jedoch sind neben der Corrèze nur noch die Vimbelle und die Céronne hier erwähnenswert.
Nachbargemeinden von Laguenne sind Seilhac im Norden, Bar im Nordosten, Les Angles und Gimel im Osten, Tulle im Süden, Chameyrat und St-Mexant im Südwesten, Cornil im Westen sowie St-Clément im Nordwesten.

## Geschichte
Die ursprüngliche Herkunft des Namens der Stadt Naves ist im Vorkeltischen zu suchen und bezeichnete das Tal. An einem Kreuzungspunkt antiker Straßen entstanden, entwickelte sich die Burg ab dem 6. Jahrhundert, kurz nach dem Verlassen der gallisch-römischen Siedlung. Während der Herrschaft der Karolinger war Naves Sitz einer bedeutenden Viguerie, in dieser Zeit wurde die Kirche Saint-Pierre-es-liens zum ersten Mal erwähnt. Im 13. Jahrhundert wurde  Naves zu einer Vogtei. Ernannt wurde der Vogt durch das Domkapitel von Tulle, seine Aufgaben umfassten den gesamten religiösen, administrativen und judiziären Bereich. Seine Macht war in Naves so umfassend, dass der Vogt zum Herren von Naves wurde. Aufgrund seiner Lukrativität war dieses Amt unter den großen Familien des Limousin sehr begehrt.

### Gemeindewappen
Beschreibung: In Silber ein rotbewehrter, -gezungter und -gekrönter schwarzer Löwe.
Das Wappen von Naves ist das alte Wappen der Familie von Chaunac-Lanzac: Auf silbernem Hintergrund ein gekrönter Löwe.

### Einwohnerentwicklung
| Jahr      | 1962 | 1968 | 1975 | 1982 | 1990 | 1999 | 2007 | 2018 |
| Einwohner | 1410 | 1386 | 1534 | 1912 | 2187 | 2036 | 2260 | 2314 |

## Sehenswürdigkeiten
- Die Kirche Saint-Pierre de Naves stammt aus dem 14. Jahrhundert und ist als Monument historique klassifiziert. In ihr befindet sich ein barockes, aus Nussbaumholz geschnitztes Altarretabel aus dem ausgehenden 17. Jahrhundert, geschaffen von Pierre und Jean Duhamel[4][5][6].
- Die gallisch-römischen Ruinen von Tintignac, am Ortsrand[7].
- Das 150 m hohe und 854 m lange Viadukt von Tulle als Teil der Autoroute A89[8].

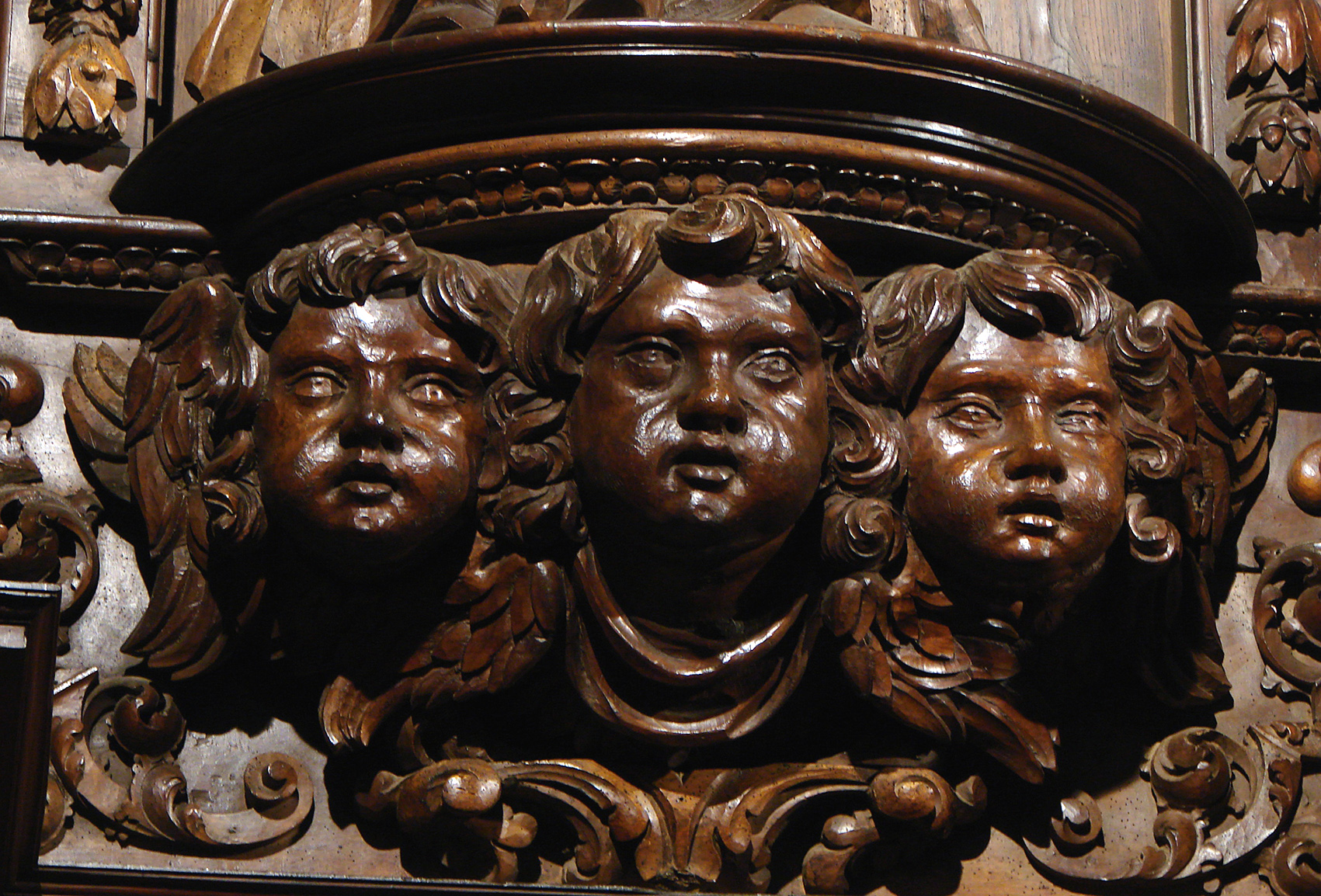
Ausschnitt aus dem Altarretabel von Naves
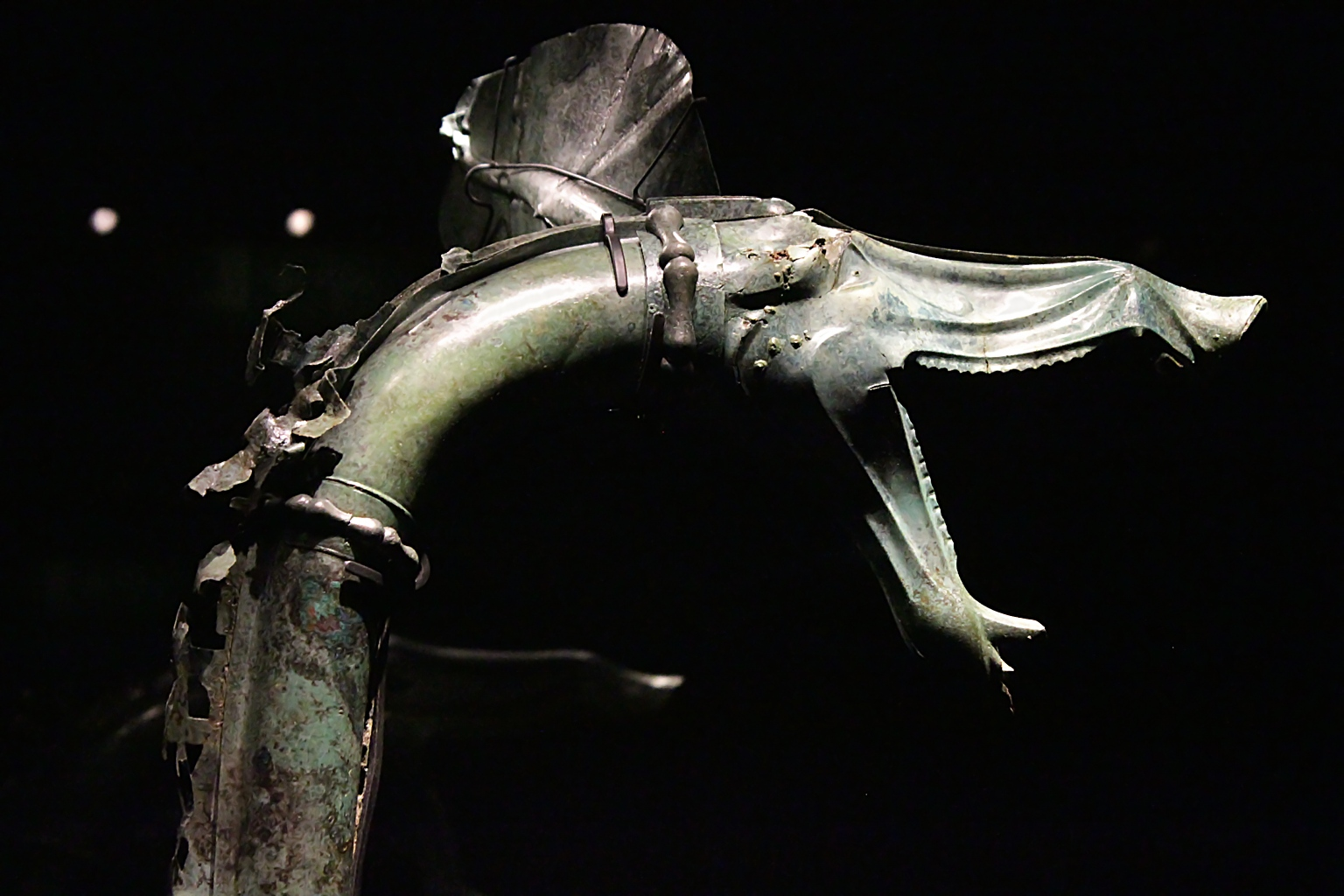
Bei Tintignac gefundene Carnyx
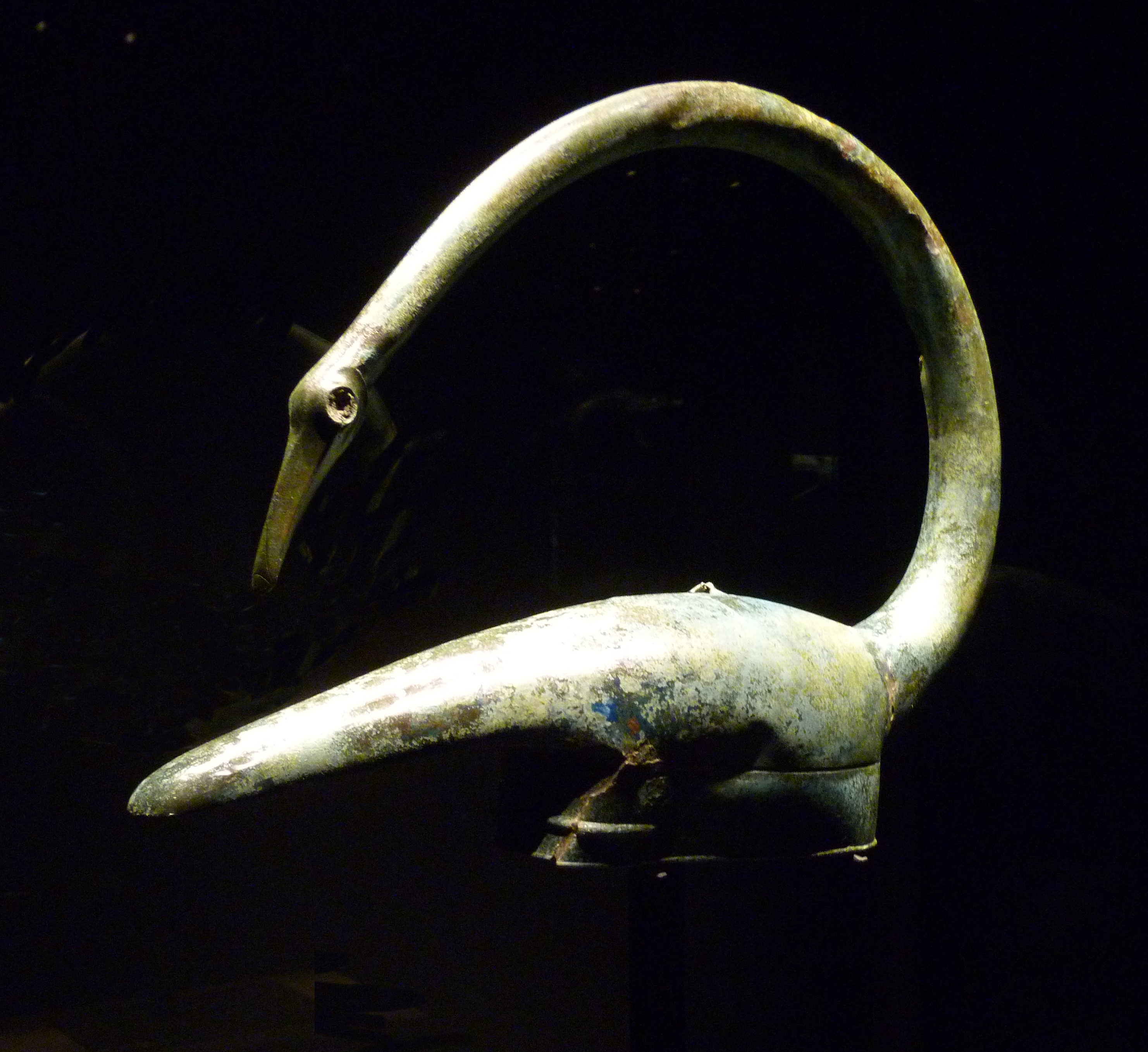
Schwanförmiger gallischer Helm aus Tintignac

## Persönlichkeiten
- Arnaud de Tintignac, mittelalterlicher Troubadour aus dem Limousin[9]
- Laurent Koscielny (* 1985), französischer Fußballnationalspieler[10]